# Monopole d'émission monétaire
Le monopole d'émission monétaire, également appelé privilège d'émission, est le droit exclusif d'émettre des pièces, billets ou monnaie scripturale d'une banque centrale ou d'un pays. 
Ce monopole est évalué par l'agrégat monétaire noté par convention internationale « M0 » — le M de « masse monétaire », 0 pour la base monétaire, qui est également appelée monnaie banque centrale. Il représente l'ensemble des engagements monétaires d'une banque centrale : pièces, billets en circulation et avoirs en monnaie scripturale comptabilisée.

## En France
En France, la Banque de France détient le monopole d'émission monétaire dans Paris depuis 1803. Ce monopole fut étendu à tout le territoire français en 1848.

## En Europe
Dans la zone euro, le monopole d'émission des banques centrales nationales a été conservé sous réserve de l'autorisation d'émettre donnée par la Banque centrale européenne,.